# Apfeldorf
Apfeldorf è un comune tedesco di 1 067 abitanti, situato nel land della Baviera.